# Dipodomys gravipes
Dipodomys gravipes е вид бозайник от семейство Торбести скокливци (Heteromyidae). Видът е критично застрашен от изчезване.

## Разпространение
Видът е ендемичен за Мексико, където се среща само в западна Долна Калифорния.